# Jemen na Letnich Igrzyskach Olimpijskich 1996
Jemen na Letnich Igrzyskach Olimpijskich 1996 reprezentowało  czterech zawodników (sami mężczyźni). Był to drugi start reprezentacji Jemenu na letnich igrzyskach olimpijskich.

## Skład kadry

### Lekkoatletyka
Mężczyźni
- Anwar Mohamed Ali - bieg na 400 m - odpadł w eliminacjach,
- Saeed Basweidan - bieg na 800 m - odpadł w eliminacjach,
- Mohamed Al-Saadi - maraton - 101. miejsce,

### Zapasy
Mężczyźni
- Abdullah Al-Izani - styl klasyczny waga do 48 kg - 19. miejsce,